# Череміська
Черемі́ська (рос. Черемисская) — присілок у складі Каменського міського округу Свердловської області.
Населення — 61 особа (2010, 76 у 2002).
Національний склад станом на 2002 рік: росіяни — 76 %.